# Dráchov
Dráchov är en ort i Tjeckien.   Den ligger i regionen Södra Böhmen, i den centrala delen av landet, 100 km söder om huvudstaden Prag. Dráchov ligger 419 meter över havet och antalet invånare är 233.
Terrängen runt Dráchov är platt. Runt Dráchov är det glesbefolkat, med 19 invånare per kvadratkilometer. Närmaste större samhälle är Soběslav, 3,8 km norr om Dráchov. Omgivningarna runt Dráchov är en mosaik av jordbruksmark och naturlig växtlighet.